# Naoki Hatta
Naoki Hatta (Mie, 24 juni 1986) is een Japans voetballer.

## Carrière
Naoki Hatta tekende in 2005 bij Júbilo Iwata.